# 木川裕
木川 裕（きがわ ゆたか）は、日本の工学者。専門は教育工学、情報法。日本大学法学部公共政策学科教授。

## 略歴
- 1991年：日本大学大学院法学研究科博士前期課程修了
- 1991年 - 1997年：英進学園（英進情報処理専門学校・英進国際情報専門学校）講師（簿記論、会計学、税法担当）
- 1996年 - 1998年：TAC（株）法人企画部 法人研究室 経済金融グループ講師（公認会計士、証券アナリスト試験担当）
- 1997年 - 2017年：立正大学文学部非常勤講師
- 1997年 - 2000年：淑徳大学国際コミュニケーション学部非常勤講師（文部省教員審査：情報（基礎）合格）
- 1997年 - 1999年：産能短期大学能率科非常勤講師
- 1997年 - 2005年：東横学園女子短期大学生活学科（現ライフデザイン学科）非常勤講師
- 1997年 - 2000年：国立精神・神経センター附属看護学校非常勤講師
- 1998年 - 2004年：武蔵野短期大学国際教養学科専任講師
- 2000年 - 2002年：東横学園女子短期大学言語コミュニケーション学科非常勤講師
- 2000年 - 現在：大東文化大学経営学部非常勤講師
- 2001年 - 2003年：立正大学経営学部非常勤講師
- 2002年 - 2008年：大妻女子大学短期大学部非常勤講師
- 2004年 - 2009年：武蔵野学院大学国際コミュニケーション学部専任講師
- 2010年 - 現在：大妻女子大学短期大学部非常勤講師
- 2003年11月：「私立大学情報教育協会賞」受賞（初等音楽教育システムの開発とその実践）
- 2006年 - 2007年：埼玉学園大学経営学部非常勤講師
- 2006年 - 2017年：日本大学法学部非常勤講師
- 2009年 - 2018年：武蔵野学院大学国際コミュニケーション学部准教授
- 2010年12月：「平成21年度情報教育研究集会最優秀論文賞」受賞（アジア各国における学生の情報倫理教育と意識および関連法制度）
- 2018年 - 2021年：日本大学法学部准教授
- 2021年 - 現在：日本大学法学部教授
- 2022年12月：AXIES2021（大学ICT推進協議会2021年度）年次大会優秀論文賞受賞（大学におけるオンライン教育による学びの多様化と問題点）

## 研究分野
- 経営情報
- ＩＣＴ利活用
- e-learningシステムの構築

## 主な著書
- 『現代会計学講座』第1巻～第5巻(共著)（日本経営経済出版、平成4年）
- 『簿記論演習（改訂版）』(共著)（同文館、平成13年）
- 『MS-Officeを使ったパソコン活用（第3版）』(共著)（学術図書出版、平成18年）
- 『経営情報論』(共著)（日科技連出版社、平成19年）

## 所属学会・団体
- 国際ICT利用研究学会
- CIEC
- 教育システム情報学会